# Chile Open
Chile Open, oficiálně  Movistar Chile Open, je profesionální tenisový turnaj mužů hraný v chilském hlavním městě Santiagu, jakožto část čtyřdílné latinskoamerické série Golden Swing. Založen byl v roce 1993. V období 2001–2009 a 2012–2014 probíhal ve Viña del Mar. Od obnovení v roce 2020 se na okruhu ATP Tour zařadil do kategorie ATP Tour 250. Probíhá v úvodní čási sezóny na antukových dvorcích Tenisového komplexu Maria Caracciho Onetta v Clubu Universidad Católica v San Carlosu de Apoquindo, ležícím v santiagské metropolitní oblasti. 

## Historie
Po zrušení tří brazilských turnajů ATP Tour v roce 1992, se bratři Jaime a Álvaro Fillolové rozhodli odkoupit práva na jeden z ukončených turnajů, jenž se měl konat v Chile. Úvodní ročník Chile Open proběhl v listopadu 1993. V sezóně 1999 se turnaj nekonal pro změnu termínu ze strany ATP, která jej přesunula ze závěru do úvodu sezóny. Po listopadu 1998 se další ročník odehrál až na přelomu února a března 2000. 

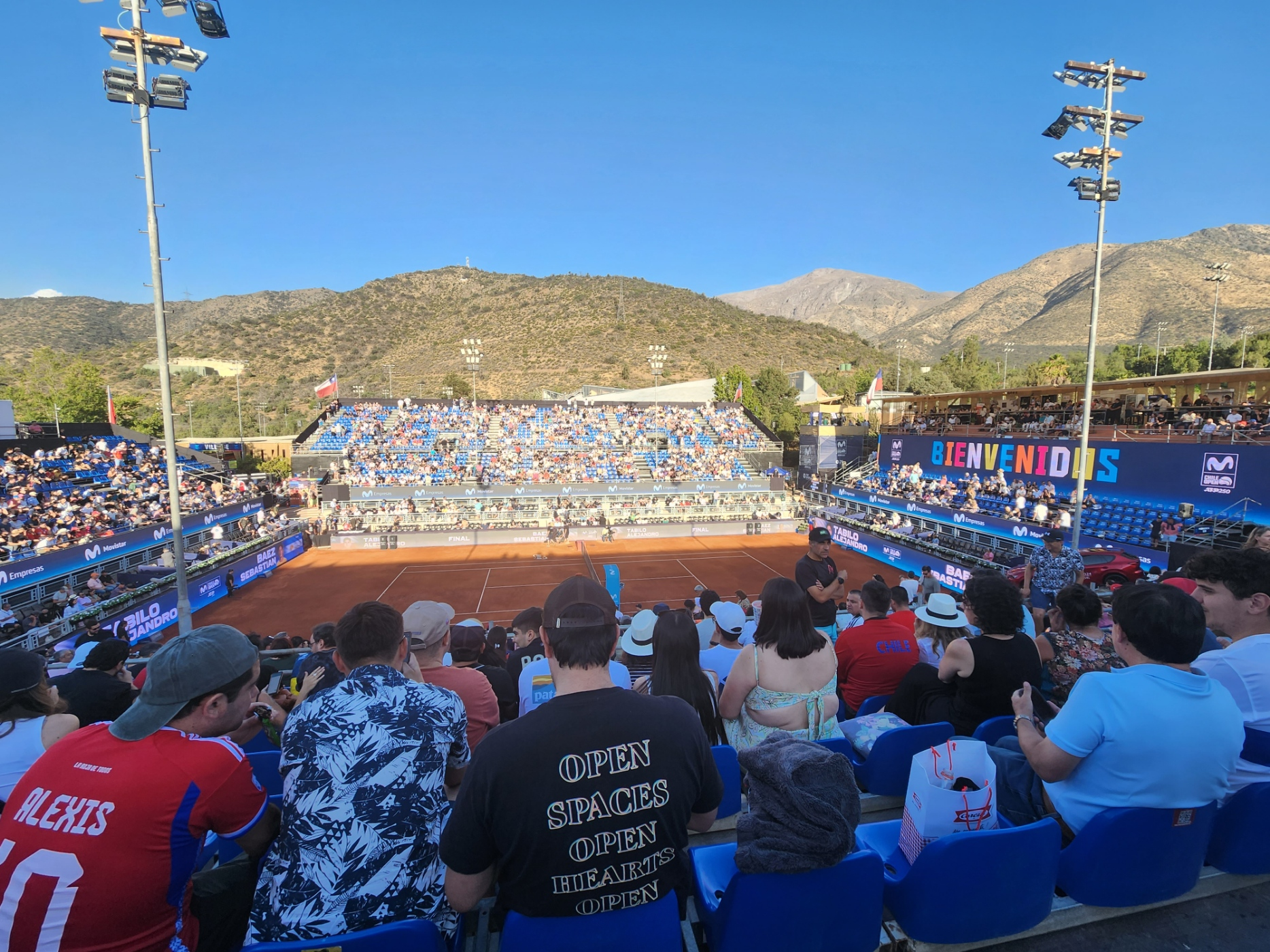
Stadion Jaimeho Fillola s kapacitou 4 tisíce osob

V období 2001–2009 se Chile Open poprvé uskutečnilo v přímořském letovisku Viña del Mar, v obdobích 1993–2000 a 2010–2011 pak v Santiagu de Chile, než se na tři sezóny vrátilo do Viña del Mar. V sezóně 2015 jej v kalendáři ATP Tour nahradil antukový Ecuador Open Quito se sídlem v Quitu.
V říjnu 2019 organizátoři Brasil Open držící pořadatelská práva oznámili, že turnaj přesunou ze São Paula do Santiaga. V následující sezóně byl obnoven Chile Open 2020. V návratu události do Chile se angažovala rodina Fillolových v čele s bývalým tenistou Jaimem Fillolem, jeho čtyřmi dcerami, synem a vnukem Nicolásem Jarrym. Ředitelkou události se stala Catalina Fillolová, správu nad administrativou a finančními záležitostmi převzala Cecilia Fillolová, gesci hospitality (ubytování) získala Natalia Fillolová, lidské vztahy Angela Fillolová a bývalý profesionální hráč Jaime Fillol mladší plnil úlohu hlavního rozhodčího.

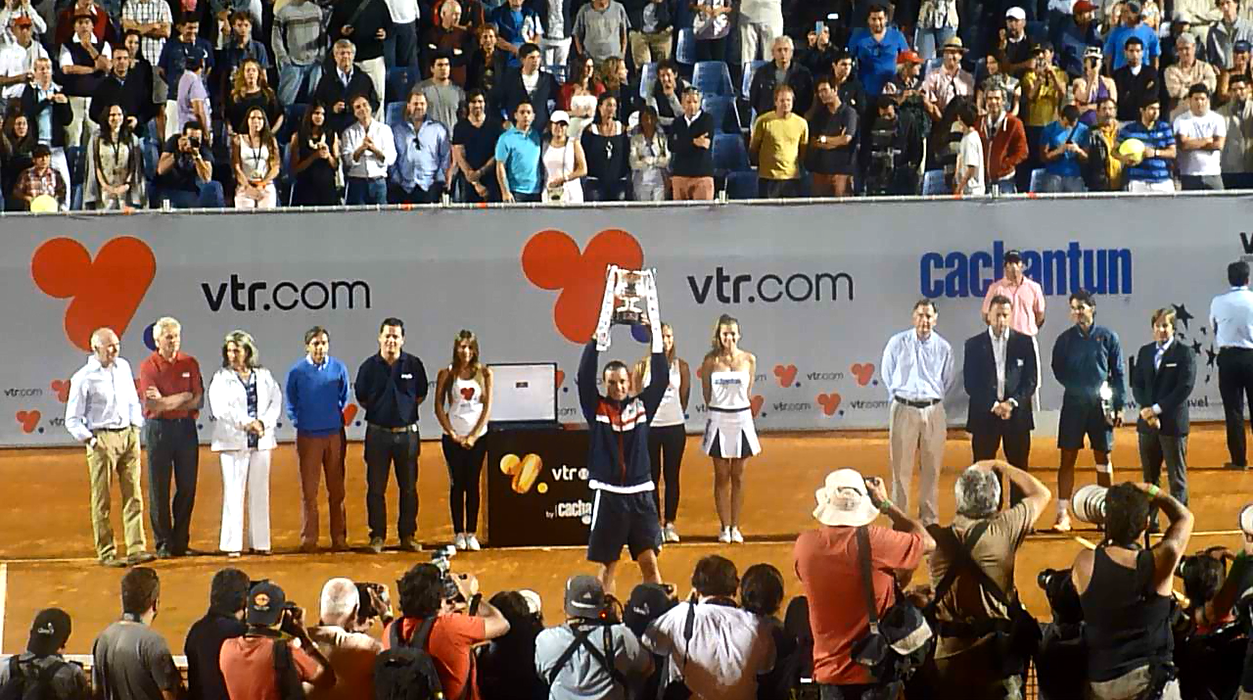
Vítězný Horacio Zeballos s trofejí při ceremoniálu VTR Open 2013

Ročník 2020 vyhrál 19letý Brazilec Thiago Seyboth Wild jako nejmladší a na pozici 182. hráče také nejníže postavený brazilský vítěz v historii ATP, první šampion na okruhu narozený v roce 2000 i nejmladší v sérii Golden Swing od titulu 18letého Nadala v Acapulku 2005.
Turnajová ředitelka Catalina Fillolová vyjádřila v lednu 2025 záměr přechodu Chile Open a Rio Open z antuky na tvrdý povrch, s cílem zvýšit atraktivu pro tenisty a zajistit kvalitnější obsazení, když jihoamerické turnaje byly závěrečnou generálkou na velké události v Indian Wells a Miami probíhajícími na tvrdém podkladu.
Nejvyšší počet čtyř singlových titulů, od založení turnaje v roce 1993, vyhrál Chilan Fernando González. Do soutěže dvouhry nastupuje dvacet osm hráčů a čtyřhry se účastní šestnáct párů. V sezóně 2007 singlovou soutěž odehrálo dvacet čtyři tenistů. ATP se po problémech rozhodla tento počet hráčů opustit a vrátila se k předchozímu formátu pavouku.

## Místa konání
- Santiago de Chile (1993–2000, 2010–2011, od 2020)

V letech 1993–1994 se santiagským dějištěm stal Sportovní komplex Santa Rosa Clubu Universidad Católica v San Carlosu. Od roku 1995 turnaj hostí Tenisový komplex Maria Caracciho Onetta, rovněž součást Clubu Universidad Católica v San Carlosu de Apoquindo. Areál leží v Las Condes, městě severovýchodní metropolitní oblasti Santiaga de Chile. Zahrnuje 27 dvorců, z toho 23 antukových a 4 s tvrdým povrchem. Centrální dvorec byl v prosinci 2023 pojmenován po chilském tenistovi Jaimu Fillolovi. Jeho kapacita čini čtyři tisíce diváků.
- Viña del Mar (2001–2009, 2012–2014)

V přímořském Viña del Mar turnaj probíhal v Clubu Naval de Campo Las Salinas.

## Vývoj názvu turnaje
| Název                      | titulární partner     | období    |
| -------------------------- | --------------------- | --------- |
| Hellmann's Cup             | Hellmann's            | 1993–1996 |
| Chevrolet Cup              | Chevrolet             | 1997–2000 |
| Chevrolet Cup by Bellsouth | Chevrolet / Bellsouth | 2001–2001 |
| Bellsouth Open by Rosen    | Bellsouth / Rosen     | 2002–2005 |
| Movistar Open              | Movistar Chile        | 2006–2011 |
| VTR Open                   | VTR                   | 2012      |
| VTR Open by Cachantún      | VTR / Cachantún       | 2013      |
| Royal Guard Open Chile     | Royal Guard           | 2014      |
| Chile Dove Men+Care Open   | Dove                  | 2020–2022 |
| Movistar Chile Open        | Movistar Chile        | od 2023   |

## Přehled finále

### Dvouhra
| Rok  | vítěz               | finalista               | výsledek                |
| ---- | ------------------- | ----------------------- | ----------------------- |
| 1993 | Javier Frana        | Emilio Sánchez Vicario  | 7–5, 3–6, 6–3           |
| 1994 | Alberto Berasategui | Francisco Clavet        | 6–3, 6–4                |
| 1995 | Sláva Doseděl       | Marcelo Ríos            | 7–6(7–3), 6–3           |
| 1996 | Hernán Gumy         | Marcelo Ríos            | 6–4, 7–5                |
| 1997 | Julián Alonso       | Marcelo Ríos            | 6–2, 6–1                |
| 1998 | Francisco Clavet    | Júnis Al Ajnáví         | 6–2, 6–4                |
| 2000 | Gustavo Kuerten     | Mariano Puerta          | 7–6(7–3), 6–3           |
| 2001 | Guillermo Coria     | Gastón Gaudio           | 4–6, 6–2, 7–5           |
| 2002 | Fernando González   | Nicolás Lapentti        | 6–3, 6–7(5–7), 7–6(7–4) |
| 2003 | David Sánchez Muñoz | Marcelo Ríos            | 1–6, 6–3, 6–3           |
| 2004 | Fernando González   | Gustavo Kuerten         | 6–4, 6–4                |
| 2005 | Gastón Gaudio       | Fernando González       | 6–3, 6–4                |
| 2006 | José Acasuso        | Nicolás Massú           | 6–4, 6–3                |
| 2007 | Luis Horna          | Nicolás Massú           | 7–5, 6–3                |
| 2008 | Fernando González   | Juan Mónaco             | bez boje                |
| 2009 | Fernando González   | José Acasuso            | 6–1, 6–3                |
| 2010 | Thomaz Bellucci     | Juan Mónaco             | 6–2, 0–6, 6–4           |
| 2011 | Tommy Robredo       | Santiago Giraldo        | 6–2, 2–6, 7–6(7–5)      |
| 2012 | Juan Mónaco         | Carlos Berlocq          | 6–3, 6–7, 6–1           |
| 2013 | Horacio Zeballos    | Rafael Nadal            | 6–7(2–7), 7–6(8–6), 6–4 |
| 2014 | Fabio Fognini       | Leonardo Mayer          | 6–2, 6–4                |
| 2020 | Thiago Seyboth Wild | Casper Ruud             | 7–5, 4–6, 6–3           |
| 2021 | Cristian Garín      | Facundo Bagnis          | 6–4, 6–7(3–7), 7–5      |
| 2022 | Pedro Martínez      | Sebastián Báez          | 4–6, 6–4, 6–4           |
| 2023 | Nicolás Jarry       | Tomás Martín Etcheverry | 6–7(5–7), 7–6(7–5), 6–2 |
| 2024 | Sebastián Báez      | Alejandro Tabilo        | 3–6, 6–0, 6–4           |
| 2025 | Laslo Djere         | Sebastián Báez          | 6–4, 3–6, 7–5           |

### Čtyřhra
| Rok  | vítězové                                            | finalisté                             | výsledek            |
| ---- | --------------------------------------------------- | ------------------------------------- | ------------------- |
| 1993 | Mike Bauer David Rikl                               | Christer Allgardh Brian Devening      | 7–6, 6–4            |
| 1994 | Karel Nováček Mats Wilander                         | Tomás Carbonell Francisco Roig        | 4–6, 7–6, 7–6       |
| 1995 | Jiří Novák David Rikl                               | Shelby Cannon Francisco Montana       | 6–4, 4–6, 6–1       |
| 1996 | Gustavo Kuerten Fernando Meligeni                   | Albert Portas Dinu Pescariu           | 6–4, 6–2            |
| 1997 | Jan Hendrik Davids Andrew Kratzmann                 | Julián Alonso Nicolás Lapentti        | 7–6, 5–7, 6–4       |
| 1998 | Mariano Hood Sebastián Prieto                       | Massimo Bertolini Devin Bowen         | 7–6, 6–7, 7–6       |
| 2000 | Gustavo Kuerten Antônio Prieto                      | Lan Bale Piet Norval                  | 6–2, 6–4            |
| 2001 | Lucas Arnold Tomás Carbonell                        | Mariano Hood Sebastián Prieto         | 6–4, 2–6, 6–3       |
| 2002 | Gastón Etlis Martín Rodríguez                       | Lucas Arnold Luis Lobo                | 6–3, 6–4            |
| 2003 | Agustín Calleri Mariano Hood                        | František Čermák Leoš Friedl          | 6–3, 1–6, 6–4       |
| 2004 | Juan Ignacio Chela Gastón Gaudio                    | Nicolás Lapentti Martín Rodríguez     | 7–6(7–2), 7–6(7–3)  |
| 2005 | David Ferrer Santiago Ventura                       | Gastón Etlis Martín Rodríguez         | 6–3, 6–4            |
| 2006 | José Acasuso Sebastián Prieto                       | František Čermák Leoš Friedl          | 7–6(7–2), 6–4       |
| 2007 | Paul Capdeville Óscar Hernández                     | Albert Montañés Rubén Ramírez Hidalgo | 4–6, 6–4, [10–6]    |
| 2008 | José Acasuso Sebastián Prieto                       | Máximo González Juan Mónaco           | 6–1, 3–0skreč       |
| 2009 | Pablo Cuevas Brian Dabul                            | František Čermák Michal Mertiňák      | 6–3, 6–3            |
| 2010 | Łukasz Kubot Oliver Marach                          | Potito Starace Horacio Zeballos       | 6–4, 6–0            |
| 2011 | Marcelo Melo Bruno Soares                           | Łukasz Kubot Oliver Marach            | 6–3, 7–6(7–3)       |
| 2012 | Frederico Gil Daniel Gimeno                         | Pablo Andújar Carlos Berlocq          | 1–6, 7–5, [12–10]   |
| 2013 | Paolo Lorenzi Potito Starace                        | Rafael Nadal Juan Mónaco              | 6–2, 6–4            |
| 2014 | Oliver Marach Florin Mergea                         | Juan Sebastián Cabal Robert Farah     | 6–3, 6–4            |
| 2020 | Roberto Carballés Baena Alejandro Davidovich Fokina | Marcelo Arévalo Jonny O'Mara          | 7–6(7–3), 6–1       |
| 2021 | Simone Bolelli Máximo González                      | Federico Delbonis Jaume Munar         | 7–6(7–4), 6–4       |
| 2022 | Rafael Matos Felipe Meligeni Alves                  | André Göransson Nathaniel Lammons     | 7-6(10–8), 7-6(7–3) |
| 2023 | Andrea Pellegrino Andrea Vavassori                  | Thiago Seyboth Wild Matías Soto       | 6–4, 3–6, [12–10]   |
| 2024 | Tomás Barrios Vera Alejandro Tabilo                 | Orlando Luz Matías Soto               | 6–2, 6–4            |
| 2025 | Nicolás Barrientos Rithvik Čoudary Bollípalli       | Máximo González Andrés Molteni        | 6–3, 6–2            |

## Rekordy (od obnovení 2020)
| Dvouhra                  | Dvouhra  | Dvouhra                                                                                    |
| Rekord                   | Rekord   | držitelé rekordu                                                                           |
| ------------------------ | -------- | ------------------------------------------------------------------------------------------ |
| Nejvíce titulů           | 1        | Thiago Seyboth Wild Cristian Garín Pedro Martínez Nicolás Jarry Sebastián Báez Laslo Djere |
| Nejvíce finále           | 3        | Sebastián Báez                                                                             |
| Nejvíce vyhraných zápasů | 13       | Sebastián Báez                                                                             |
| Nejmladší vítěz          | 19 let   | Thiago Seyboth Wild (2020)                                                                 |
| Nejstarší vítěz          | 29 let   | Laslo Djere (2025)                                                                         |
| Nejvýše postavený vítěz  | 21. ATP  | Sebastián Báez (2024)                                                                      |
| Nejníže postavený vítěz  | 182. ATP | Thiago Seyboth Wild (2020)                                                                 |

## Galerie

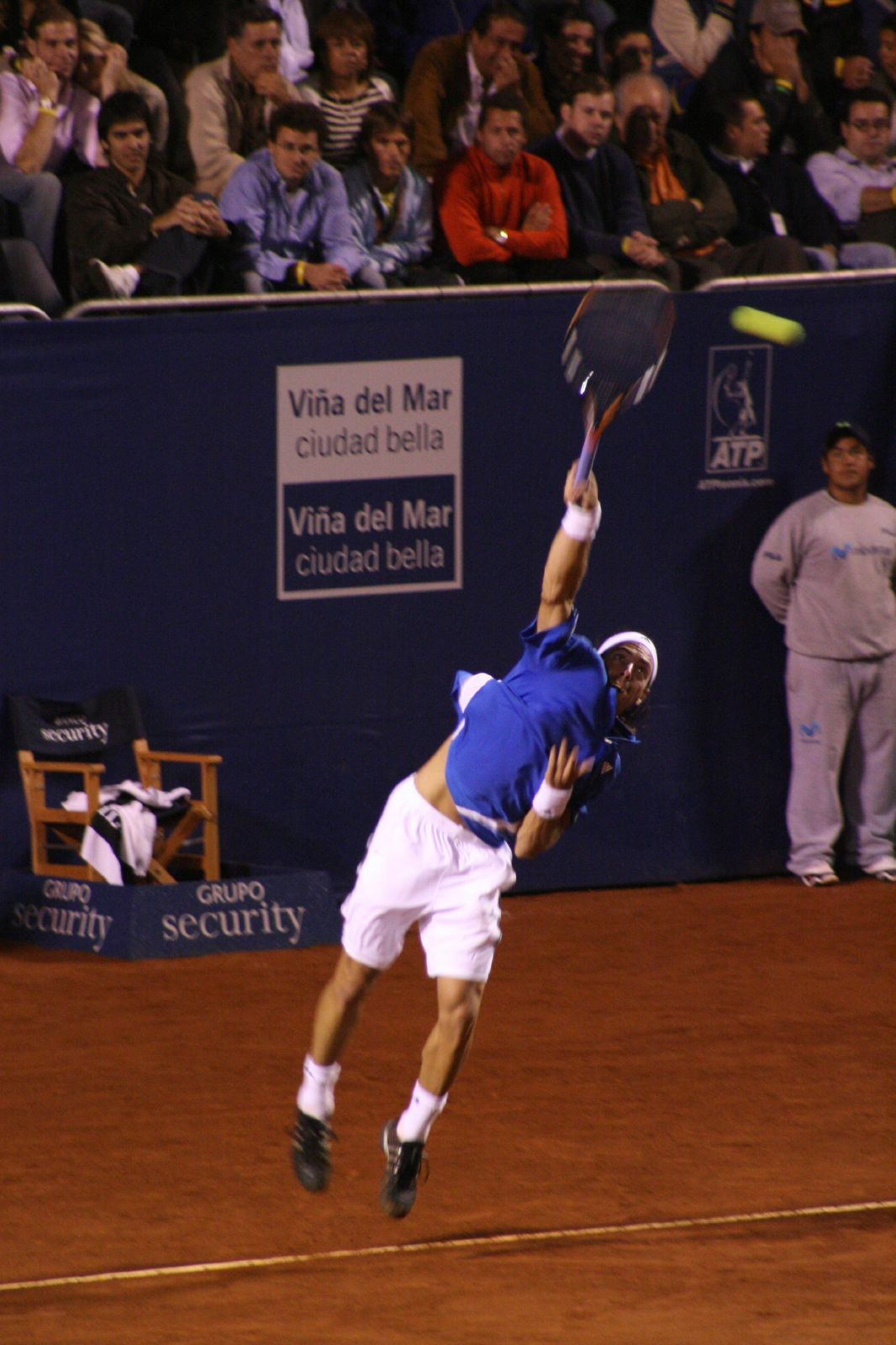
Nicolás Massú
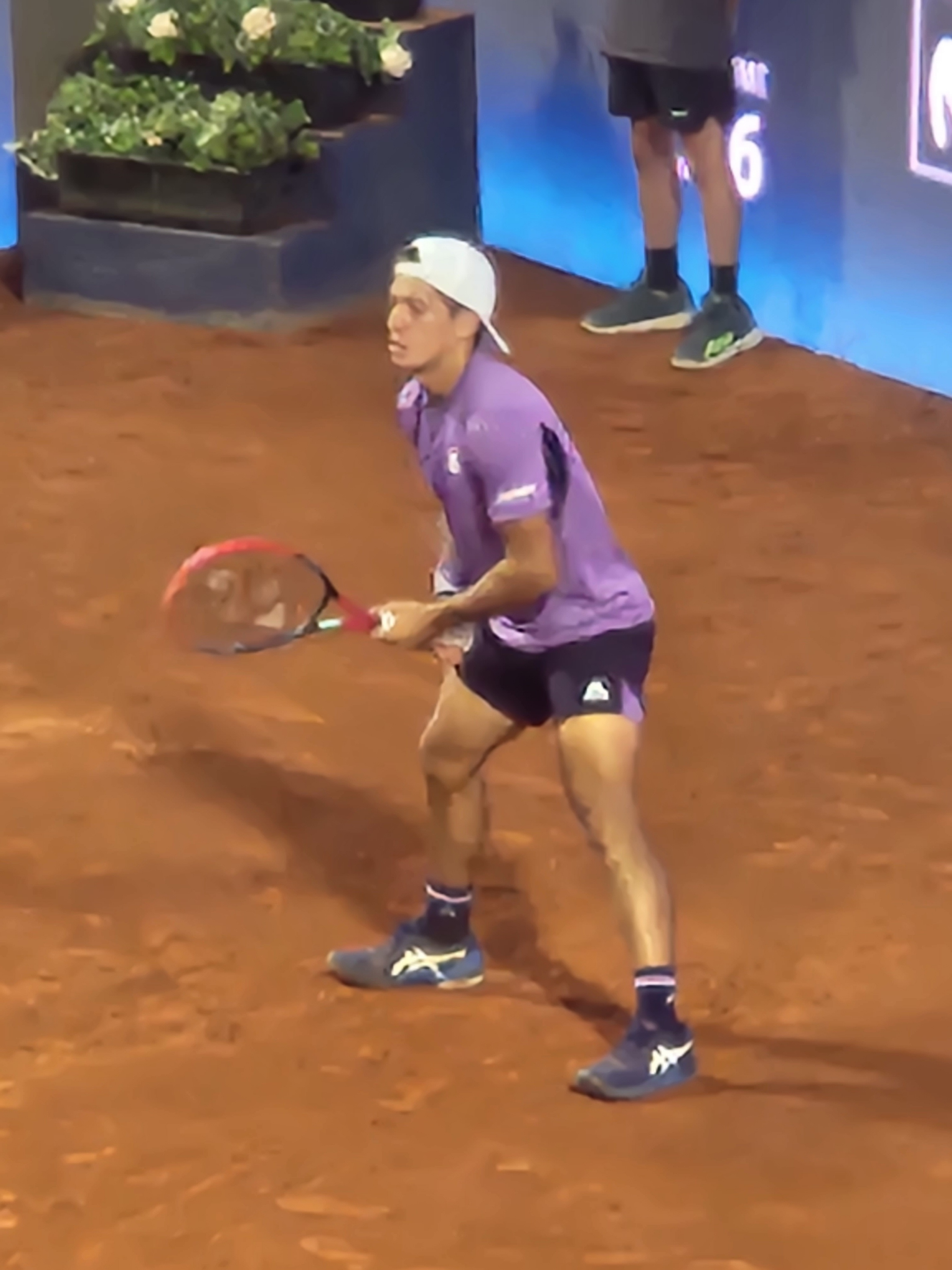
Sebastián Báez
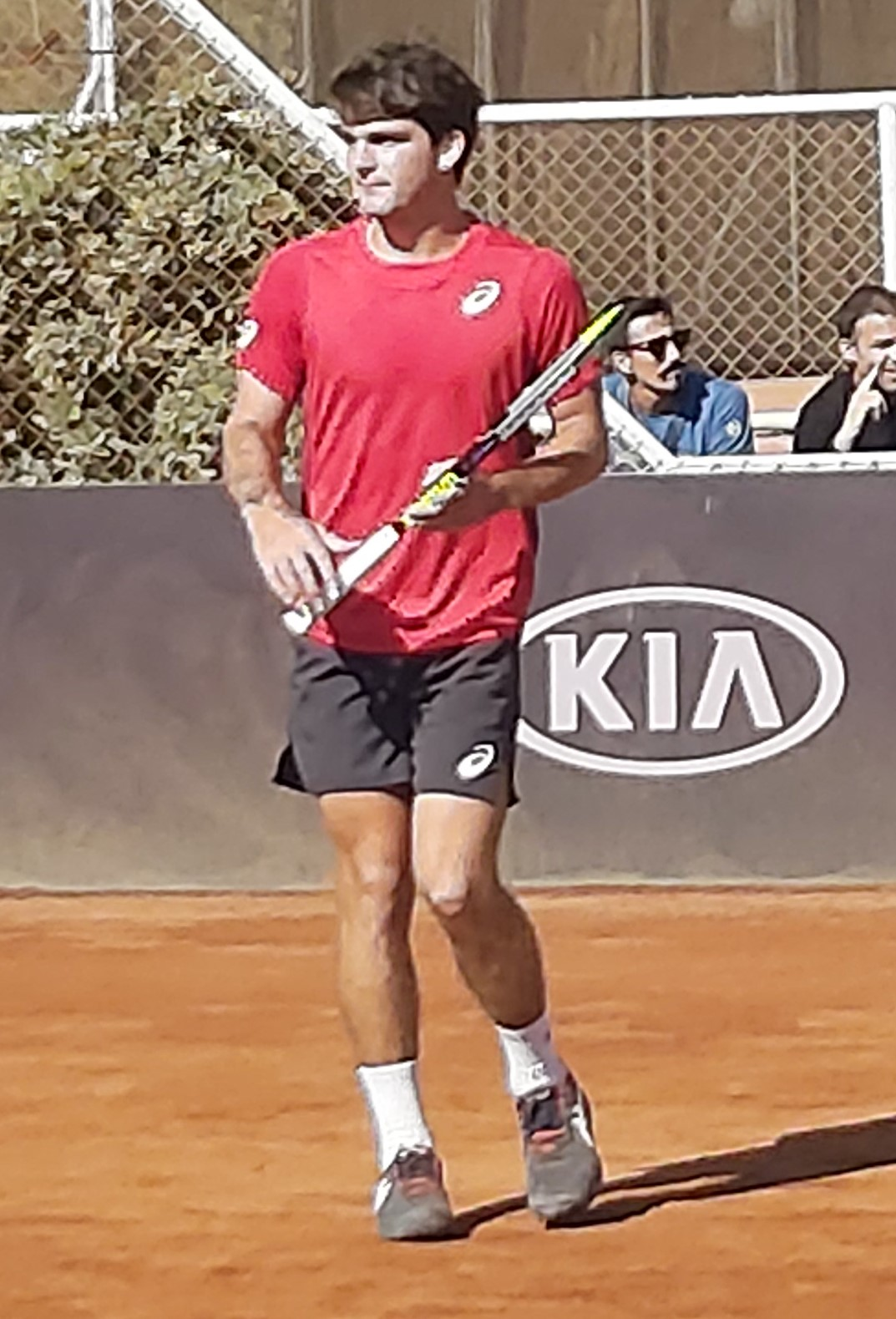
Thiago Seyboth Wild
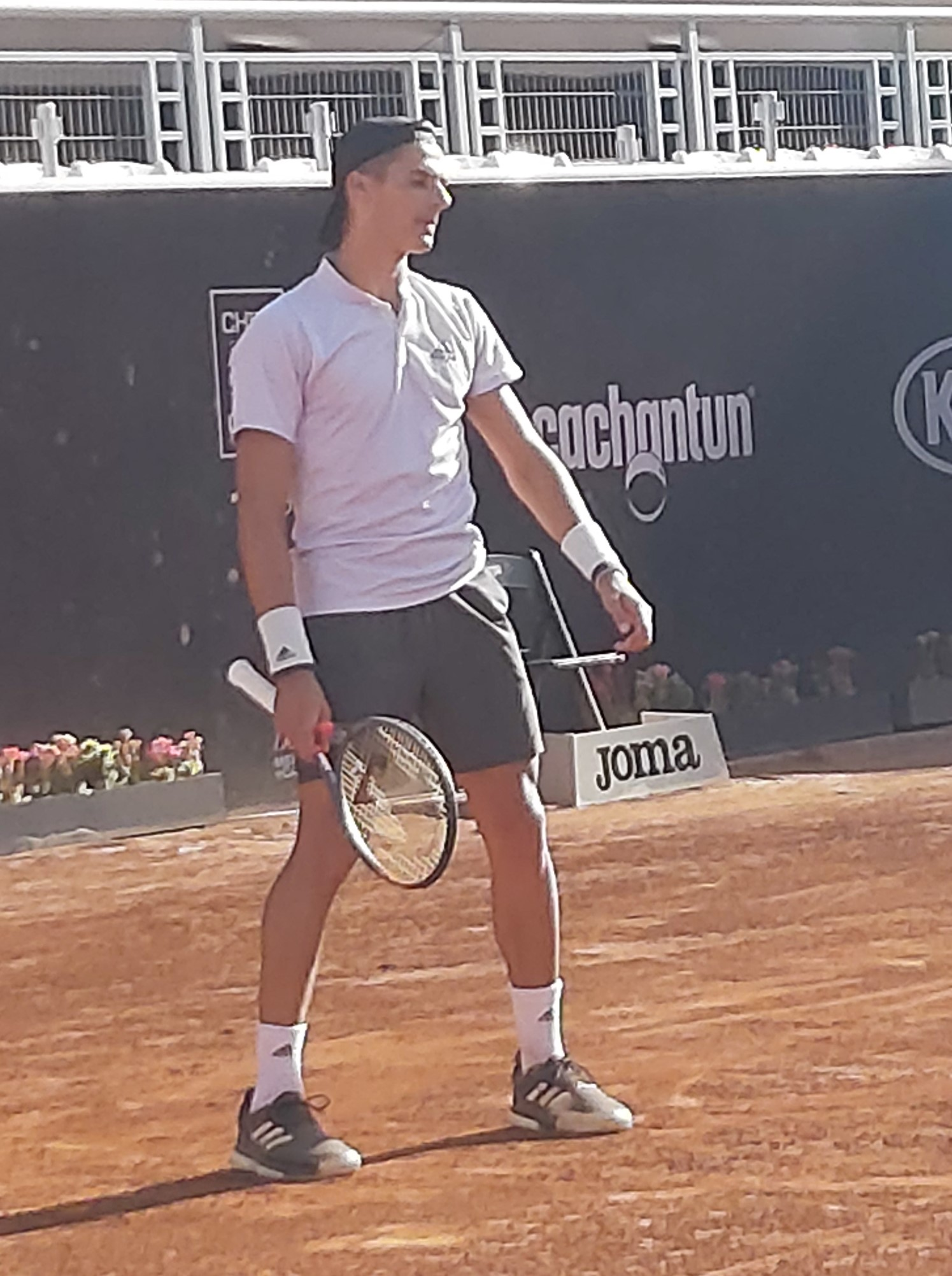
Federico Coria
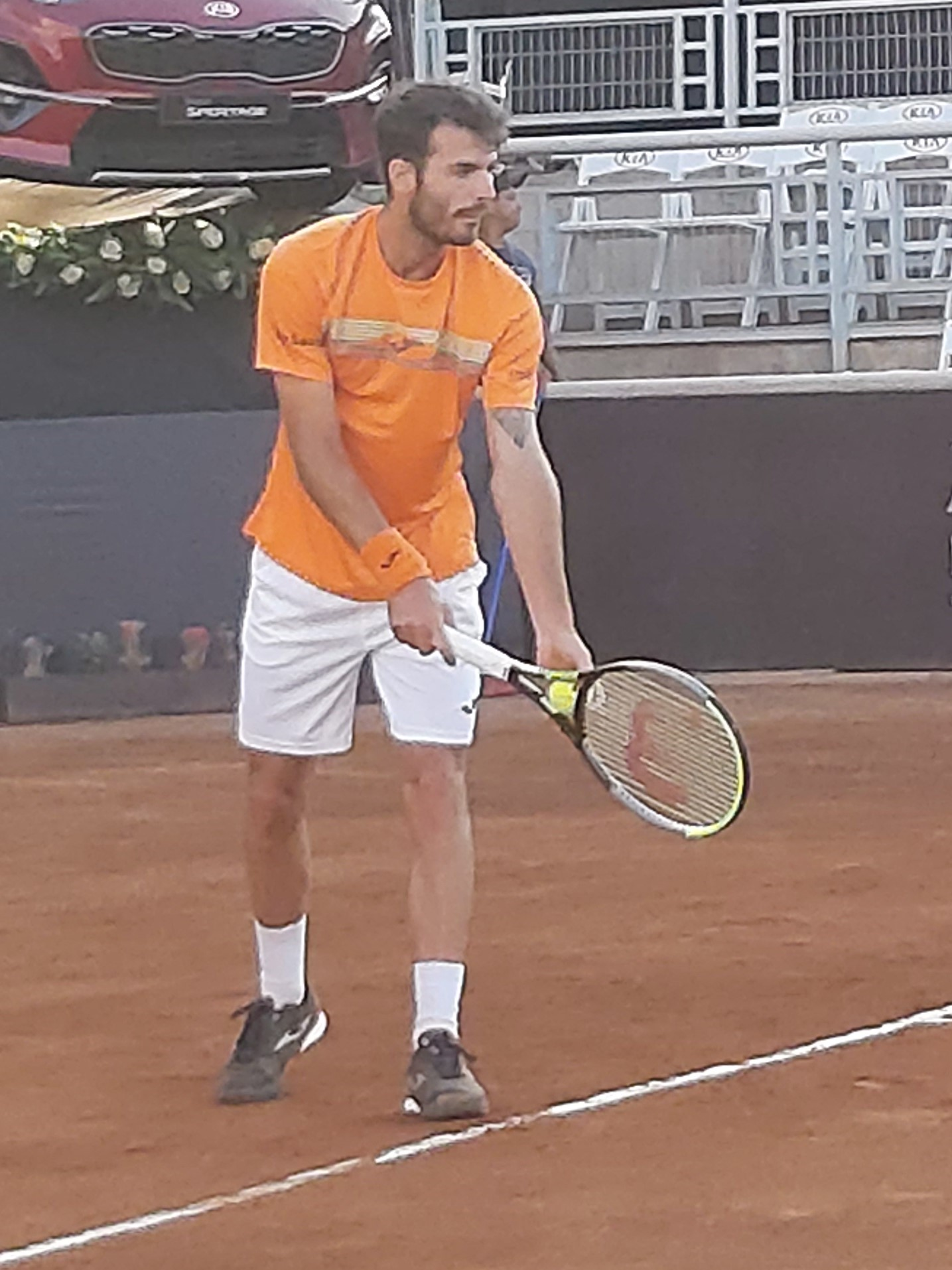
Juan Ignacio Londero